# Argumento de indispensabilidad
Un argumento de indispensabilidad es, en general, un argumento según el cual se debe creer en una afirmación porque aquello resulta indispensable para determinados fines.
Quizás el argumento de indispensabilidad más conocido sea el de Quine y Putnam en defensa del realismo matemático. Según este argumento, las entidades matemáticas deben poseer el estatus ontológico de las entidades científicas, puesto que son indispensables para las mejores teorías físicas. En concreto, el argumento es el mostrado a continuación:
1. Hay que tener compromisos ontológicos con todas las entidades, y sólo con ellas, que son indispensables para las mejores teorías científicas
2. Las entidades matemáticas son indispensables para las mejores teorías científicas
3. Por lo tanto, hay que tener compromisos ontológicos con las entidades matemáticas

Otra versión del argumento, en resumen de Putnam, es la siguiente: «La cuantificación sobre las entidades matemáticas es indispensable para la ciencia [...] Por lo tanto, debemos aceptarla; pero esto nos compromete a aceptar la existencia dichas entidades matemáticas en cuestión.»